# Trichogramm
Als Trichogramm wird eine Untersuchungsmethode der Medizin bezeichnet, die den aktuellen Haarwurzelstatus z. B. bei Haarausfall (Effluvium) oder das Haarverteilungsmuster bestimmen soll. 
Um ein Trichogramm durchzuführen, sollten zwei Wochen vorher keine Färbungen der Haare oder Ähnliches vorgenommen werden, auch sollte die letzte Haarwäsche mindestens fünf Tage zurückliegen. Über der Stirn werden dann etwa 50–70 Haare mit einer Klemme ausgerissen (epiliert).
Die mikroskopische Untersuchung gibt Auskunft über das aktuelle Wachstumsverhalten der Haare, Haarschaft und Haarwurzel können so beurteilt werden. Normalerweise befinden sich ca. 80 % der Haare in der Wachstumsphase (Anagenhaare), ca. 1 % in der Übergangsphase (Katagenhaare) und ca. 15–20 % in der Ruhephase (Telogenhaare).  
Durch das Trichogramm kann häufig auf eine Probebiopsie verzichtet werden.